# Scrutin proportionnel plurinominal
Ne doit pas être confondu avec Proportionnalité.
Pour un article plus général, voir Système électoral.

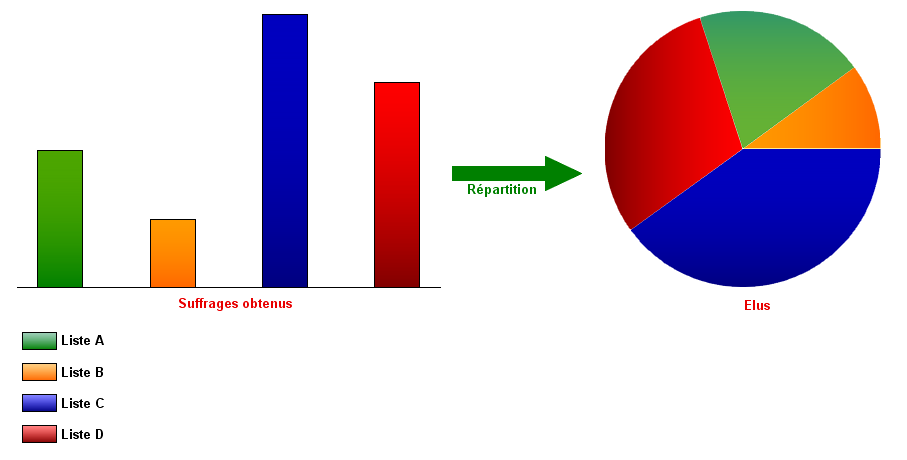
Schéma du mode de scrutin proportionnel.

Le mode de scrutin proportionnel plurinominal (également appelé proportionnelle, ou proportionnelle à scrutin de liste) est un système électoral, utilisé en France aux élections européennes, aux départementales et régionales, où les sièges sont répartis entre des listes de candidats, selon le pourcentage des voix recueilli par chacune. Dans de nombreux pays il est aussi utilisé aux législatives, parfois en le combinant avec un scrutin majoritaire comme en Allemagne, où la "proportionnelle compensatoire": le scrutin majoritaire est conservé mais les partis défavorisés sont "compensés" par une partie de députés élus au scrutin proportionnel, visant à assurer à chacun une proportion de sièges proche de celle de voix. Une autre variantes inclut un vote préférentiel: l'électeur choisit une liste et indique aussi sa préférence pour un (ou plusieurs) candidats de cette liste.

## Histoire
Né au XIXe siècle avec les partis politiques, c'est le système électoral proportionnel le plus répandu. Il semble que son inventeur soit Victor Considerant, dans un ouvrage paru en 1846.
Les premiers systèmes pour le mettre en place ont d'abord été proposés par des mathématiciens et portent souvent le nom de leurs auteurs. Après le canton du Tessin en 1892, la Belgique fut le premier pays à adopter le scrutin proportionnel pour ses députés en 1899 (méthode D'Hondt élaborée par Victor D'Hondt).

## Proportionnelle compensatoire
En Allemagne, l'électeur a un bulletin de vote double, avec une voix à la proportionnelle et une autre pour sa circonscription, le pays n'en comptant que 299. Une partie des députés sont ainsi élus au scrutin majoritaire sur l’ensemble du territoire mais on va chercher un appoint sur des listes. Par exemple, le SPD obtient 20 % des voix. Pour qu'il ait aussi 20% des sièges, soit 120 députés, les 100 qu'il a obtenus au scrutin majoritaire sont complétés par 20 obtenus à la proportionnelle pour qu’il ait vraiment 20 % des sièges.
En Italie en 1994, sur un total de 630 députés, 475 furent élus au scrutin majoritaire, et le quart restant (soit 155 sièges) à la proportionnelle. L'électeur disposait alors de deux votes : un pour le scrutin majoritaire et un pour le scrutin de liste.

## Variantes
Parmi les variantes:

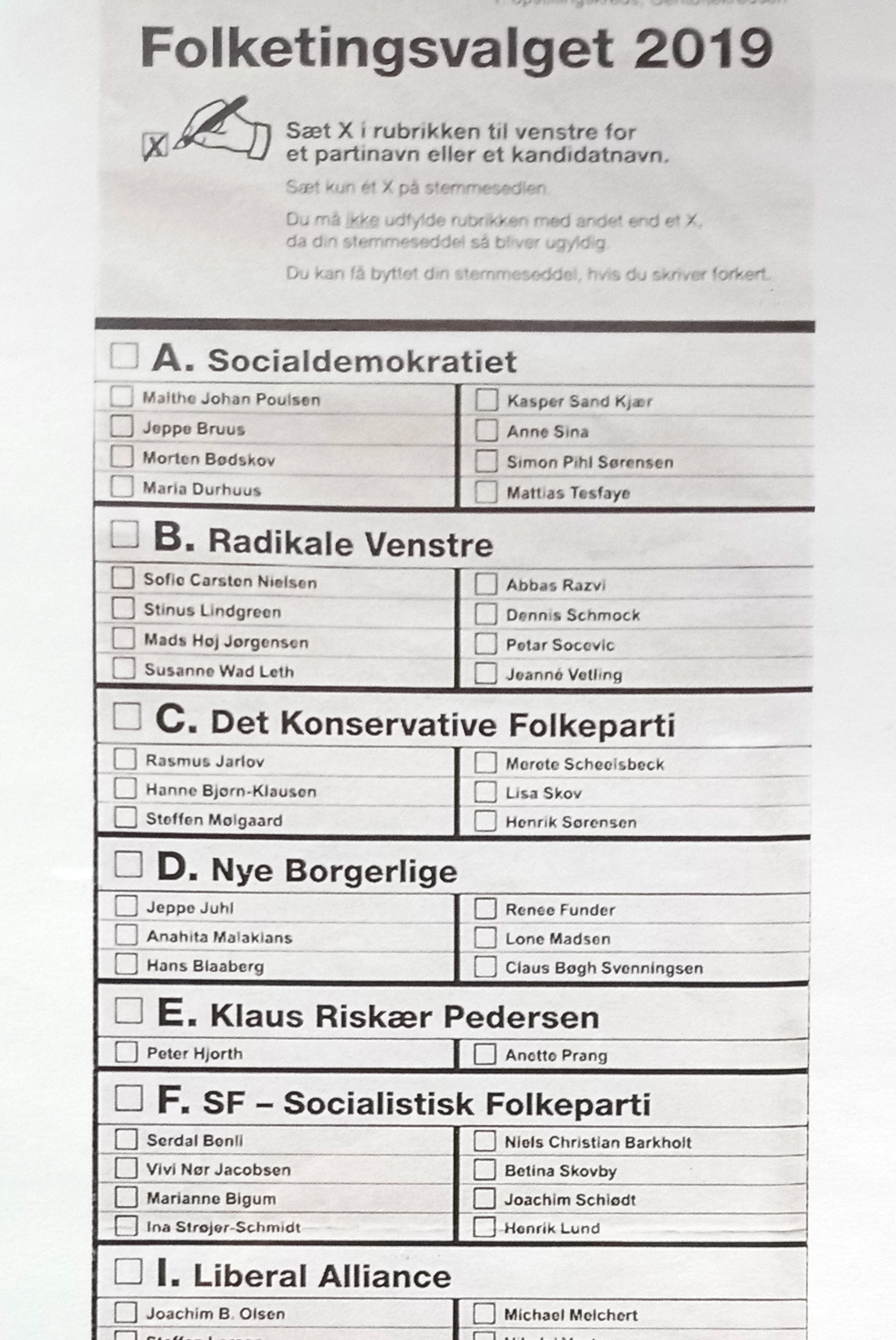
Bulletin de vote pour les élections législatives danoises de 2019. Avant le nom de chaque candidat se trouve une case à cocher pour émettre un vote préférentiel. L'électeur peut voter pour la liste d'un parti ou émettre une préférence pour un des candidats de ce parti.

- le choix entre la "proportionnelle intégrale" et la "proportionnelle avec seuil", qui réserve des élus aux seules listes ayant franchi un seuil, généralement 5%
- le choix entre listes bloquées et vote préférentiel. Dans le premier cas, pour une liste obtenant 8 élus, ses candidats sont pris dans l'ordre d'apparition, les huit premiers sont donc élus. Dans le second cas, les électeurs peuvent cocher ou décocher, sur la liste choisie un candidat (Pays-Bas, Danemark, Norvège, Suède, Italie, Pologne, élections régionales en Autriche, Algérie, Norvège), ou même plusieurs(Norvège, Belgique[6], élections régionales dans le Land de Brême, élections communales dans plusieurs Länder allemands) ou pour plusieurs sur n'importe quelle liste (Luxembourg, Norvège, Suisse).

## Panachage
Le système du panachage fait élire dans les listes en fonction des scores personnels.
Au Danemark, lors des élections municipales, chaque liste peut choisir (avant élection) de tenir compte ou non des votes préférentiels.
En Italie, l'électeur vote pour un parti et s'il veut favoriser un candidat il peut ajouter, en l'écrivant lui-même, un nom (communales, provinciales, régionales), deux noms (parlementaires nationales) et jusqu'à trois noms (parlementaires européennes) sur le bulletin de vote. L'impact de ces votes préférentiels sur l'élection des députés avait été fort limité de 1994 à 2006 puisqu'un quart d'entre eux seulement était élu à la proportionnelle. La proportionnelle a été restaurée en 2006 (avec une prime de majorité), avec la suppression du vote de préférence aux législatives.
En Belgique, le débat a pendant longtemps été focalisé sur le poids à donner à la « case de tête » (vote en faveur de la liste, sans préférence pour un candidat en particulier) par rapport aux votes préférentiels. Les partisans d'un poids plus grand de la case de tête argumentent que cela permet aux partis de faire élire des candidats de valeur et pas seulement des candidats populaires, voire populistes. L'argument opposé met en exergue la nécessité de respecter le choix de l'électeur, même si celui-ci aboutit à faire élire des candidats considérés par certains comme incompétents. Les réformes électorales successives ont été dans le sens d'une forte diminution du poids de la case de tête.
Plus récemment, notamment en 2001, une autre polémique a éclaté en Belgique à propos du stemblok (en français : bloc de voix), un député écologiste ayant estimé qu'il fallait réduire le nombre de candidats pour lesquels un même électeur pouvait voter, alors que jusque-là ce nombre était illimité. La motivation en était que par le biais du stemblok, c'est-à-dire en appelant à voter pour un groupe de candidats sur une même liste (le parti X présentant des candidats sur une liste de cartel entre plusieurs partis, les candidats flamands sur une liste bilingue, les femmes etc.), les partisans de ce groupe pouvaient réussir à fausser le principe « un homme, une voix ». Un deuxième argument avancé par ce député imputait aux électeurs allochtones la tendance à accorder des voix de préférence à tous les candidats d'une même liste dont les patronymes laissaient penser qu'ils étaient d'une même origine ethnique ou nationale. Les deux propositions de modification de la législation en la matière ont en fin de compte été abandonnées.
Un avantage indéniable du système de vote préférentiel est qu'il peut permettre une représentation plus variée que celle voulue par l'instance du parti qui a confectionné la liste. Sans les votes préférentiels, quasiment aucun des candidats d'origine marocaine, turque ou congolaise n'aurait été élu en Région de Bruxelles-Capitale aux communales de 1994 et 2000 ou aux régionales de 2004. D'un autre côté, surtout depuis la diminution du poids de la case de tête aux communales de 2000, certains partis se sont parfois rendu compte a posteriori que des candidats dits « de remplissage », placés sur la liste pour la compléter, se retrouvaient élus, ou ultérieurement appelés à siéger en tant que suppléants, par le biais des votes préférentiels alors qu'ils étaient pour ainsi dire inconnus au sein du parti, voire non membres de celui-ci.

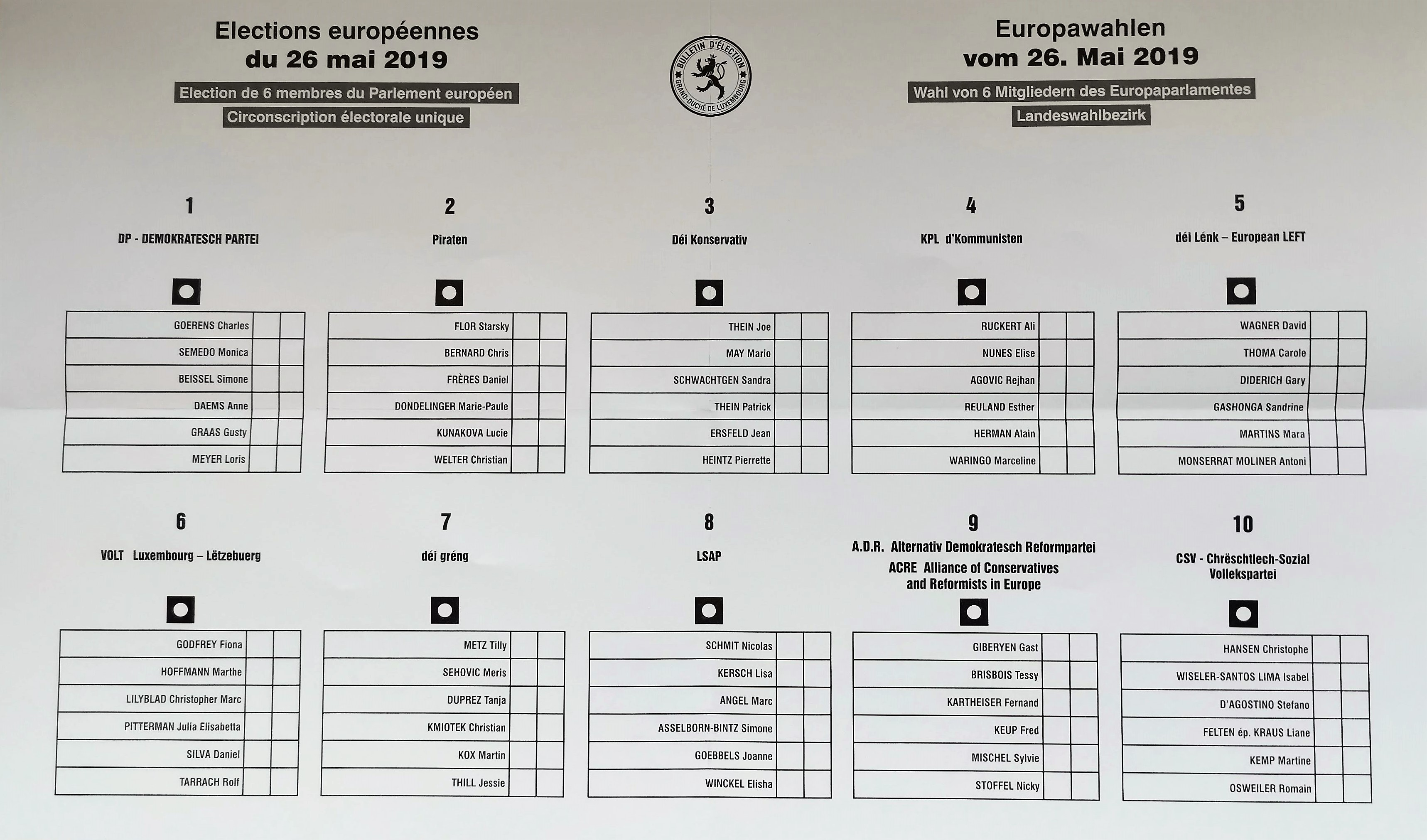
Bulletin de vote pour les élections européennes de 2019 au Luxembourg. Le panachage est permis : 6 votes, correspondant aux 6 sièges à pourvoir, peuvent être répartis entre les candidats en cochant les cases après leur nom. Jusqu'à 2 votes peuvent être donnés au même candidat.

En Suisse et au Luxembourg, le système se complique encore un peu avec l'utilisation de listes ouvertes. Chaque parti peut présenter une liste avec un nombre de candidats ne pouvant excéder le nombre de sièges à pourvoir. L'électeur peut dès lors utiliser la liste telle quelle, biffer le nom d'un candidat, le remplacer par le nom d'un candidat d'un autre parti (panachage) ou alors le remplacer par le nom d'un candidat déjà nommé sur la liste (cumul). Les limites sont les suivantes : le nombre maximal de candidats sur chaque liste ne peut excéder le nombre de sièges à pourvoir et on ne peut cumuler un candidat qu'une fois (son nom peut apparaître au maximum deux fois par liste). Il est également possible de remplir une liste vierge (sans dénomination de parti) et la remplir selon les règles édictées ci-dessus.

## Répartition des sièges
Beaucoup de systèmes imposent un seuil de représentativité, généralement entre 3 % et 5 %. Ce n'est toutefois pas toujours le cas. Après élimination des listes ne remplissant pas ce critère et des voix correspondantes, on peut se lancer dans la répartition.
Le système serait parfait si l'application de la proportionnalité permettait d'obtenir un nombre de sièges entier, mais c'est rarement le cas. Il faut donc appliquer un arrondi. Cet arrondi peut se faire selon plusieurs méthodes.
Par la suite, on emploiera à titre d'exemple la situation suivante : Pour attribuer 6 sièges parmi quatre partis A, B, C, D, la répartition des voix (pour 100 votes) est la suivante : 42 voix pour A, 31 pour B, 15 pour C et 12 pour D.

### Méthodes au plus fort reste

#### Méthode utilisant le quotient de Hare
On calcule le quotient de Hare égal au quotient électoral : nombre de votes divisé par le nombre de sièges. On effectue la division entière du nombre de voix (obtenues par chaque parti) par le quotient électoral. On obtient le quotient entier et on calcule le reste de la division. Les sièges sont d'abord affectés selon le quotient entier. Puis les sièges non attribués se distribuent entre les partis dans l'ordre des plus forts restes. Au plus un siège supplémentaire est attribué à chaque parti.
Exemple : dans la situation décrite précédemment le quotient électoral est de 16,67 (100/6 sièges = 16,67).
| Parti | Voix | Quotient entier     | Reste                    | Répartition des derniers sièges | Total sièges (%siège totaux) | Différence %voix−%sièges |
| ----- | ---- | ------------------- | ------------------------ | ------------------------------- | ---------------------------- | ------------------------ |
| A     | 42   | 2                   | 42 − (2 × 16,67) = 8,66  | 0                               | 2 (33 %)                     | 9 %                      |
| B     | 31   | 1                   | 31 − (1 × 16,67) = 14,33 | 1                               | 2 (33 %)                     | -2 %                     |
| C     | 15   | 0                   | 15                       | 1                               | 1 (17 %)                     | -2 %                     |
| D     | 12   | 0                   | 12                       | 1                               | 1 (17 %)                     | -5 %                     |
| Total | 100  | 3 sièges distribués | 3 sièges restants        |                                 | 6 (100 %)                    |                          |

La répartition de sièges est donc de 2 sièges à A, 2 sièges à B, 1 siège à C et 1 siège à D.
L'écart maximum de répartition est ici de |9|+|-5| = |14| soit 14 % de répartition (supérieur au total de D).
La méthode de liste à la proportionnelle avec plus fort reste est utilisée en Italie pour les élections européennes. Elle est également utilisée pour le calcul des représentants étudiants au sein des conseils (conseils d'unité de formation et de recherche et conseils centraux) des universités en France.
Cette méthode, aussi connue dans le monde anglo-saxon sous le nom de méthode Hamilton-Vinton, présente le défaut de fournir des résultats parfois incohérents comme le montre le paradoxe de l'Alabama. Elle a différents effets sur la proportionnalité des résultats selon la méthode utilisée pour calculer le quotient : la méthode du quotient de Hare a par exemple tendance à favoriser les listes ayant bénéficié de peu de voix.

#### Autres méthodes
On peut également utiliser d'autres quotients que le quotient électoral (ou quotient de Hare)
- le quotient de Droop : le nombre de voix est divisé par le nombre de sièges plus 1 et le quotient est majoré de 1
- le quotient de Hagenbach-Bischoff : le nombre de voix est divisé par le nombre de sièges + 1 (ce quotient est utilisé en Suisse[10],[12], au Liechtenstein[13] et en Slovaquie[réf. souhaitée])
- le quotient de Impériali : le nombre de voix est divisé par le nombre de sièges + 2 (utilisé dans la loi électorale italienne de 1946)

### Méthodes de la plus forte moyenne
Dans ces méthodes, pour attribuer le premier siège restant à attribuer, on calcule le rapport entre le nombre de voix attribué à chaque liste et le nombre de sièges déjà attribué à cette liste augmenté d'une unité (cette unité servant à simuler le fait qu'on attribuerait le premier siège restant à la liste en question). Le premier siège restant est attribué à la liste pour laquelle ce rapport est le plus élevé. On recommence ensuite à calculer ces mêmes rapports pour l'attribution du deuxième siège, en prenant en compte le fait que le premier siège a été attribué, et ainsi de suite jusqu'à attribuer tous les sièges. Les méthodes de la plus forte moyenne ont des effets sur la proportionnalité différents de ceux de la méthode au plus fort reste.

#### Méthode de Jefferson ou méthode D'Hondt
D'abord décrite par Thomas Jefferson en 1792 (à la suite du pocket veto de la méthode au quotient de Hare par le président George Washington le 5 avril 1792), pour calculer le nombre de sièges de chaque État à la Chambre des représentants des États-Unis (jusqu'en 1832), elle fut réinventée indépendamment par le mathématicien belge Victor D'Hondt en 1878.
Cette méthode est utilisée en Australie, en Finlande, en Hongrie, en Israël, en Pologne, au Portugal, en Espagne, en Argentine (aux élections législatives), au Luxembourg, en Suisse avec sa variante Hagenbach-Bischoff pour élire le Conseil national, et aux élections législatives fédérales et régionales de Belgique. Elle est appliquée sous le nom de D'Hondt dans de nombreux pays européens. Elle est aussi utilisée en France pour les élections du Parlement européen et pour les élections des comités d'entreprise,[source insuffisante] ainsi que pour les représentants étudiants aux conseils d'administration des CROUS. Par ailleurs, elle a été retenue par l'Accord du Vendredi saint pour répartir les portefeuilles ministériels de l'exécutif de l'Irlande du Nord.
Cette méthode a la particularité d'avantager les listes ayant bénéficié du plus grand nombre de voix.
Elle présente cependant le défaut que le résultat final d'une liste peut se trouver différer substantiellement du nombre théorique de sièges au "vrai" quotient électoral, de plus de 1. Ce fut par exemple le cas lors du calcul du nombre de sièges de chaque État à la Chambre des représentants des États-Unis en 1820 : avec le "vrai quotient électoral, l’État de New York devait recevoir 32,49 sièges, mais en reçut 34. Des écarts similaires se reproduisirent en 1832, motivant l'abandon de ce système.

##### Premier exemple de mode de calcul
Il s'agit ici d'appliquer le quotient simple et chaque siège restant est affecté successivement à chaque liste en plus de ceux déjà acquis. On calcule alors pour chaque liste le rapport voix/sièges. Le siège est attribué à la liste présentant la plus forte moyenne de voix par sièges.
La première répartition s'effectue exactement de la même manière qu'avec la méthode des plus forts restes, grâce au quotient électoral.
Mais ensuite, les nombres de voix de chaque liste (et non le reste) servent ensuite à calculer pour chaque siège restant les plus fortes moyennes pour chaque liste, afin de désigner celle qui recevra le siège en question :
- pour le premier siège résiduel, les scores de chacune des listes sont divisés par leur nombre de sièges obtenus précédemment au quotient électoral, plus un ; les résultats sont comparés et le siège va à la liste au quotient le plus élevé ;
- pour le deuxième siège résiduel, la même méthode est appliquée, mais le score de la liste qui a obtenu le siège résiduel précédent est divisé par son nombre de sièges (obtenus antérieurement au quotient électoral) augmenté de deux, et non plus d’un. Autrement dit, la moyenne est calculée pour chaque liste en ajoutant 1 siège (le futur siège à attribuer) au nombre de sièges acquis dans les étapes précédentes ;
- les calculs se poursuivent pour chaque liste selon la même logique d'incrémentation, jusqu’à ce que plus aucun siège ne soit à attribuer.

Dans l'exemple suivant, six sièges sont à répartir entre quatre partis ; 100 voix ont été exprimées.
| Parti | Voix | Répartition des premiers sièges | Nombre de sièges pourvus | Répartition du premier siège restant | Total sièges pourvus | Répartition du deuxième siège restant | Total sièges pourvus | Répartition du dernier siège restant | Total sièges pourvus | Différence % sièges − % voix |
| ----- | ---- | ------------------------------- | ------------------------ | ------------------------------------ | -------------------- | ------------------------------------- | -------------------- | ------------------------------------ | -------------------- | ---------------------------- |
| A     | 42   | 6×42/100=2,52                   | 2                        | 42÷(2+1)=14                          | 2+0=2                | 42÷(2+1)=14                           | 2+0=2                | 42÷(2+1)=14                          | 2+1=3                | 3/6 - 42/100 = 8 %           |
| B     | 31   | 6×31/100=1,86                   | 1                        | 31÷(1+1)=15,5                        | 1+1=2                | 31÷(2+1)=10,3                         | 2+0=2                | 31÷(2+1)=10,3                        | 2+0=2                | 2/6 - 31/100 = 2,33 %        |
| C     | 15   | 6×15/100=0,90                   | 0                        | 15÷(0+1)=15                          | 0+0=0                | 15÷(0+1)=15                           | 0+1=1                | 15÷(1+1)=7,5                         | 1+0=1                | 1/6 - 15/100 = 1,67 %        |
| D     | 12   | 6×12/100=0,72                   | 0                        | 12÷(0+1)=12                          | 0+0=0                | 12÷(0+1)=12                           | 0+0=0                | 12÷(0+1)=12                          | 0+0=0                | 0/6 - 12/100 = -12 %         |
| Total | 100  |                                 | 3                        |                                      | 4                    |                                       | 5                    |                                      | 6                    |                              |

La répartition de sièges est donc de 3 sièges à A, 2 sièges à B, 1 siège à C et 0 siège à D. Ce mode de répartition des sièges restant favorise la représentation des partis ayant reçu le plus de voix, au détriment de ceux en ayant reçu le moins (voir dernière colonne), exactement à l'inverse de la méthode du plus fort reste.

##### Second exemple de mode de calcul
Rappel de l'exemple : pour attribuer 6 sièges parmi quatre partis A, B, C, D, la répartition des voix (pour 100 votes) est la suivante : 42 voix pour A, 31 pour B, 15 pour C et 12 pour D.
Le calcul des moyennes est effectué en divisant le nombre de votes par 2, 3, 4… Pour A, cela donne les moyennes de 42, 21 (42/2), 14 (42/3), et ainsi de suite. On aboutit alors au tableau suivant (certaines moyennes inutiles ne sont pas calculées).
| Nombre de sièges | 1  | 2    | 3    | 4    |
| ---------------- | -- | ---- | ---- | ---- |
| Moyenne pour A   | 42 | 21   | 14   | 10,5 |
| Moyenne pour B   | 31 | 15,5 | 10,3 |      |
| Moyenne pour C   | 15 | 7,5  |      |      |
| Moyenne pour D   | 12 |      |      |      |

Les 6 plus fortes moyennes sont 42 (A), 31 (B), 21 (A), 15,5 (B), 15 (C) et 14 (A). On attribue alors 3 sièges à A, 2 à B et 1 à C.

##### Troisième exemple de mode de calcul
Le mode de calcul initialement proposé par Thomas Jefferson est équivalent, et suit les étapes suivantes :
1. On calcule le quotient électoral de la même manière que le quotient de Hare (nombre total de voix/nombre de sièges à attribuer),
2. Puis on divise le nombre de voix de chaque liste par le quotient, et on retient la partie entière du résultat,
3. Si le nombre total de sièges attribué est égal au nombre de sièges à attribuer, on a alors le résultat,
4. Sinon, on diminue le quotient,
5. Puis on divise le nombre de voix de chaque liste par ce nouveau quotient, et on retient la partie entière du résultat,
6. Si le nombre total de sièges attribué est égal au nombre de sièges à attribuer, on a alors le résultat, sinon, on répète l'opération de diminution du quotient, jusqu'à ce que ce soit le cas.

| Parti | Voix | Nombre théorique de sièges au quotient électoral | Avec un quotient = 15,5       | Avec un quotient = 15         | Avec un quotient = 14 | Répartition finale des sièges | Total sièges (%siège totaux) | Différence %voix−%sièges |
| ----- | ---- | ------------------------------------------------ | ----------------------------- | ----------------------------- | --------------------- | ----------------------------- | ---------------------------- | ------------------------ |
| A     | 42   | 42/16,67 = 2,52                                  | 42/15,5 = 2,7                 | 42/15 = 2,8                   | 42/14 = 3             | 3                             | 3 (50 %)                     | −8 %                     |
| B     | 31   | 31/16,67 = 1,86                                  | 31/15,5 = 2                   | 31/15 = 2,07                  | 31/14 = 2,21          | 2                             | 2 (33 %)                     | −2,33 %                  |
| C     | 15   | 15/16,67 = 0,9                                   | 15/15,5 = 0,97                | 15/15 = 1                     | 15/14 = 1,07          | 1                             | 1 (17 %)                     | −1,67 %                  |
| D     | 12   | 12/16,67 = 0,72                                  | 12/15,5 = 0,77                | 12/15 = 0,8                   | 12/14 = 0,86          | 0                             | 0 (0 %)                      | +12 %                    |
| Total | 100  | Seulement 3 sièges distribués                    | Seulement 4 sièges distribués | Seulement 5 sièges distribués | 6 sièges distribués   | 6 sièges distribués           | 6 (100 %)                    |                          |

Dans cet exemple, le "vrai" quotient électoral est de 16,67 (100 voix/6 sièges = 16,67), mais il ne permet d'attribuer que 3 des 6 sièges à attribuer. En prenant un nouveau quotient diminué à 15,5, seuls 4 sièges sont attribués. En diminuant à nouveau le quotient à 15, seuls 5 sièges sont attribués. Enfin, en diminuant encore le quotient à 14, les 6 sièges sont attribués.

#### Méthode d'Adams pure
Proposée en 1832 par l'ancien président John Quincy Adams, en réponse aux défauts de la méthode de son adversaire Jefferson, la méthode d'Adams suit la même logique, mais inversée :
1. On calcule le quotient électoral de la même manière que le quotient de Hare (nombre total de voix/nombre de sièges à attribuer),
2. Puis on divise le nombre de voix de chaque liste par le quotient, et on retient l'arrondi à l'entier supérieur,
3. Si le nombre total de sièges attribué est égal au nombre de sièges à attribuer, on a alors le résultat,
4. Sinon, on augmente le quotient,
5. Puis on divise le nombre de voix de chaque liste par ce nouveau quotient, et on retient l'arrondi à l'entier supérieur du résultat,
6. Si le nombre total de sièges attribué est égal au nombre de sièges à attribuer, on a alors le résultat, sinon, on répète l'opération d'augmentation du quotient, jusqu'à ce que ce soit le cas.

Exemple :
| Parti | Voix | Nombre de voix divisé par le quotient électoral | Arrondi supérieur de la colonne précédente | Avec un quotient = 21 | Arrondi supérieur et répartition finale des sièges | Total sièges (%siège totaux) | Différence %voix−%sièges |
| ----- | ---- | ----------------------------------------------- | ------------------------------------------ | --------------------- | -------------------------------------------------- | ---------------------------- | ------------------------ |
| A     | 42   | 42/16,67 = 2,52                                 | 3                                          | 42/21 = 2             | 2                                                  | 2 (33 %)                     | +8,67 %                  |
| B     | 31   | 31/16,67 = 1,86                                 | 2                                          | 31/21 = 1,48          | 2                                                  | 2 (33 %)                     | −2,33 %                  |
| C     | 15   | 15/16,67 = 0,9                                  | 1                                          | 15/21 = 0,71          | 1                                                  | 1 (17 %)                     | −1,67 %                  |
| D     | 12   | 12/16,67 = 0,72                                 | 1                                          | 12/21 = 0,57          | 1                                                  | 1 (17 %)                     | −4,67 %                  |
| Total | 100  |                                                 | 7 sièges distribués, soit un de trop       | 6 sièges distribués   | 6 sièges distribués                                | 6 (100 %)                    |                          |

Dans cet exemple, le "vrai" quotient électoral est de 16,67 (100 voix/6 sièges = 16,67), mais il conduirait à attribuer 7 sièges, soit un de trop. En prenant un nouveau quotient augmenté à 21, 6 sièges sont attribués.
Conçue pour contrer le défaut de surreprésentation des listes aux scores élevés inhérent à la méthode de Jefferson, cette méthode favorise les listes avec des scores faibles, à l'excès selon les contextes. En effet, toute liste qui reçoit au moins une voix recevra au moins un siège.
Si cette propriété disqualifie la méthode en vue d'une élection, elle peut être souhaitable à d'autres fins, en particulier dans le contexte qui a vu naître ce mode de calcul : il fallait en effet que chaque État ait au moins un représentant à la Chambre des Représentants des États-Unis, peu importe sa population.

#### Méthode d'Adams avec seuil
Cette méthode est identique à la précédente, à ceci près qu'une liste ne peut recevoir de siège qu'à condition que son nombre de voix divisé par le vrai quotient électoral soit supérieur à un seuil, par exemple 0,5. La méthode devient alors utilisable dans un contexte d'élection.

#### Méthode de Sainte-Laguë

André Sainte-Laguë est un pionnier de la théorie des graphes

Dans la méthode de Sainte-Laguë, un coefficient est attribué à chaque siège en estimant que l'influence entre nombre de sièges et pouvoir de décision n'est pas proportionnelle.
Le premier siège est affecté du coefficient 1 (ou 1,4 dans la méthode de Sainte-Laguë modifiée), le second du coefficient 3, le troisième du coefficient 5, et ainsi de suite en utilisant des coefficients impairs.
Après le décompte de tous les votes, des quotients sont calculés successivement pour chaque liste à chaque tour. La formule du quotient est :
{\displaystyle {\displaystyle {\text{quot}}={\frac {V}{2s+1}}}}
où :
- V est le nombre total de votes qu'une liste a reçu
- s est le nombre de sièges qui ont déjà été attribués à cette liste

La liste qui obtient le quotient le plus élevé à un tour gagne un siège. Puis on recalcule tous les quotients pour le prochain tour en prenant en compte les sièges qui ont été attribués aux tours précédents. La procédure se termine quand il ne reste plus aucun siège.
La méthode de Sainte-Laguë ne garantit pas qu'une liste recevant plus de la moitié des suffrages obtiendra plus de la moitié des sièges. Exemple avec 7 sièges, 3 listes et 100 votants répartis en 53 pour A, 24 pour B et 23 pour C :
| TourListe                    | 1    | 2       | 3       | 4       | 5      | 6      | 7      | Sièges obtenus (gras) |
| ---------------------------- | ---- | ------- | ------- | ------- | ------ | ------ | ------ | --------------------- |
| Liste A Quotient et sièges : | 53 1 | 17,67 1 | 17,67 1 | 17,67 2 | 10,6 3 | 7,57 3 | 7,57 3 | 3                     |
| Liste B Quotient et sièges : | 24 0 | 24 1    | 8 1     | 8 1     | 8 1    | 8 2    | 4,8 2  | 2                     |
| Liste C Quotient et sièges : | 23 0 | 23 0    | 23 1    | 7,67 1  | 7,67 1 | 7,67 1 | 7,67 2 | 2                     |

Il faut cependant noter à propos de ce cas particulier que, d'une part, la majorité n'est jamais ratée de plus d'un siège, et d'autre part, que ce cas particulier est de moins en moins susceptible d'intervenir à mesure que le nombre de sièges à attribuer augmente. Ainsi, par exemple, dans une assemblée de 577 sièges, 3 listes et 10 000 votants répartis en 5 001 pour A, 2 500 pour B et 2 499 pour C :
| Liste   | Voix   | Sièges | Part des voix | Part des sièges |
| ------- | ------ | ------ | ------------- | --------------- |
| Liste A | 5 001  | 289    | 50.01 %       | 50.09 %         |
| Liste B | 2 500  | 144    | 25 %          | 24.96 %         |
| Liste C | 2 499  | 144    | 24.99 %       | 24.96 %         |
| Total   | 10 000 | 577    | 100 %         | 100 %           |

La méthode D'Hondt diffère par sa formule de calcul des quotients : {\displaystyle {\displaystyle {\text{quot}}={\frac {V}{s+1}}}}.
Autre exemple de la méthode de Sainte-Laguë en reprenant l'exemple précédent à 6 sièges :
| Nombre de sièges         | 1    | 2    | 3   |
| Sièges pondérés          | 1,4  | 3    | 5   |
| Moyenne pour A (42 voix) | 30   | 14   | 8,4 |
| Moyenne pour B (31 voix) | 22,1 | 10,3 | 6,2 |
| Moyenne pour C (15 voix) | 10,7 | 5    |     |
| Moyenne pour D (12 voix) | 8,5  |      |     |

Les 6 meilleures moyennes sont alors 30 (A) - 22,1 (B) - 14 (A) - 10,7 (C) - 10,3 (B) - 8,5 (D)
La répartition de sièges est donc de 2 sièges à A, 2 sièges à B, 1 siège à C et 1 siège à D
Remarque : la méthode de Sainte-Laguë non modifiée aurait ici donné le même résultat pour 6 sièges mais un résultat différent s'il avait fallu pourvoir 5 sièges.
La méthode de Sainte-Laguë est utilisée en Allemagne, Bosnie-Herzégovine, Norvège, Nouvelle-Zélande, Suède, au Danemark. Elle porte le nom de son inventeur, le mathématicien français André Sainte-Laguë. Comparée au système D'Hondt, elle assure une meilleure représentation des petites listes.

### Apparentement
L'institution d'apparentements permet d'accorder un avantage aux listes apparentées dans la répartition des sièges : si elles ont remporté ensemble une majorité simple des voix, elles se partagent l'ensemble des sièges à pourvoir.
Ainsi, en reprenant l'exemple précédent avec un système de scrutin proportionnel avec apparentements et répartition au plus fort (selon le quotient électoral), et en supposant que les listes A et C s'apparentent, elles ont ensemble une majorité (57 voix sur 100) et se partagent donc la totalité des sièges. Le quotient électoral est fixé à 9,5 = (42 + 15) / 6.
| Parti | Voix | Quotient entier | Reste        | Répartition des derniers sièges |
| ----- | ---- | --------------- | ------------ | ------------------------------- |
| A     | 42   | 4               | 42−4×9,5 = 4 | 0                               |
| B     | 31   | 0               | -            | -                               |
| C     | 15   | 1               | 15−9,5 = 5,5 | 1                               |
| D     | 12   | 0               | -            | -                               |

Dans ce système, la liste A obtient 4 sièges et la liste C obtient 2 sièges. Les listes B et D n'obtiennent aucun siège, alors même que la liste B a obtenu plus de voix que la liste C.

## Cas de la Suisse
La Suisse pratique le gouvernement collégial réunissant tous les grands partis. Dans ce système, il n'y a pas de notion de coalition au pouvoir, tous les partis (importants) y étant. La majorité se forme alors sujet par sujet au parlement.
- Pour le philosophe et politologue Alain, qu'il y ait proportionnalité ou non dans la représentation, la majorité reste seule à emporter les décisions, ce qui ne change donc rien in fine.

## Avantages
- Le scrutin proportionnel représente mieux la diversité des opinions, notamment celle des petits partis, d'où un résultat plus facilement accepté par tous les électeurs.
- L'électeur peut voter pour des candidats proches de ses opinions plutôt que choisir qui a le plus de chances d'être élu.
- Il rend souvent nécessaire un gouvernement de coalition, contribuant à la modération.
- Dans le cas du vote proportionnel et préférentiel, le poids des partis politiques dans le choix des candidats est allégé.

## Inconvénients
- affaiblissement du lien est faible entre l'élu et l'électeur, celui-ci ayant voté pour une liste, à moins que le vote soit à la fois proportionnel et préférentiel.
- Pour les partis très hiérarchisés, la création de listes bloquées donne un grand pouvoir aux chefs de parti, qui décident seuls de l'ordre des candidats dans sa liste et peut créer un système de dictature à l'intérieur d'un parti (d'où l'intérêt de la variante).
- Certains systèmes de répartition des voix peuvent déboucher sur des situations où il est plus rentable pour un parti de présenter deux listes plutôt qu'une seule, puis de réunir les élus dans une coalition une fois les résultats proclamés. C'est notamment le cas de la méthode du plus fort reste de Hare, car elle avantage les petits partis qui gagnent leur seul élu au plus fort reste.
- Enfin, selon certains auteurs, les systèmes de répartition des sièges, tels que présentés ci-dessus, rendent le système électoral « confus et surtout peu démocratique »[20].
- Le parti arrivé en première position n'est pas assuré de faire partie de la coalition gouvernementale.

## Application au cas français

### Proportionnelle départementale aux élections législatives françaises
La répartition proportionnelle fut utilisée à la Libération et sous la IVe République : lors des élections constituantes de 1945, de 1946, élections législatives de 1946). La méthode à la plus forte moyenne utilisée sur des circonscriptions départementales avec peu de sièges (la moitié des départements avait 4 sièges ou moins) limitait cependant la proportionnalité du mode de scrutin. En 1951 est adopté un correctif majoritaire avec la loi des apparentements, le mode de scrutin en vigueur pour les élections suivantes (élections législatives de 1951 et de 1956) devient un mode de scrutin mixte. En 1958, Charles de Gaulle fit rétablir le scrutin uninominal majoritaire à deux tours en vigueur sous la troisième République.
En 1985, le Parti socialiste, conformément à un de ses engagements électoraux de 1981 (110 propositions pour la France), refit voter, pour les élections législatives de mars 1986, à la proportionnelle départementale : une répartition rigoureusement proportionnelle attribue à chaque département, à chaque parti, un nombre fractionnaire de députés, mais elle exclut les toutes petites formations pour maintenir une logique majoritaire et d'éviter un trop grand fractionnement de la vie politique. À ce titre, on ne peut parler de proportionnelle intégrale qui implique un scrutin national. Plusieurs observateurs ont analysé que ce changement voulu par François Mitterrand favorisa (« institutionnalisa » selon Edwy Plenel) le Front national dans les années 1980, afin de contrer le RPR et d'empêcher ainsi la défaite de la gauche aux élections de 1986. Ce calcul est même assumé, y compris par le PS, le chef de l'État ayant déclaré préférer quelques députés FN au retour de la droite,,. L'objectif n'est pas atteint, la droite revenant au pouvoir et amenant à la première cohabitation. Le Gouvernement Jacques Chirac (2) abroge alors la proportionnelle par le mécanisme de l'article 49 alinéa 3 de la Constitution dès 1987. Pourtant, à bien lire le dossier du fait de son caractère départemental et donc partiel, avec 10 % des voix le FN ne put faire élire qu'une trentaine de députés sur 577 sièges ; au lieu d'environ 58, que l'on pourrait attendre d'une répartition proportionnelle intégrale.

### Projet sous Emmanuel Macron de proportionnelle partielle aux législatives
Emmanuel Macron ayant projeté l'instauration d'une « dose » de proportionnelle pour les élections législatives, un rapport de Terra Nova publié en mars 2018 préconise un système mixte comprenant au moins un quart des députés élus à la proportionnelle et détaille les différentes options envisageables pour ce faire : calculs additifs ou compensatoires, élections parallèles ou non, scrutin de liste ou non, taille des circonscriptions. Cette idée ne se concrétise cependant pas.
En décembre 2024, un sondage Odoxa pour Public Sénat et la PQR observait que 74% des sondés étaient favorables à la désignation des députés au scrutin proportionnel plutôt qu'au scrutin majoritaire, en hausse de 5 points sur un an.
En 2025, le sujet est de nouveau abordé par le gouvernement français à la faveur de la polarisation de l'Assemblée consécutive à la dissolution. Le Premier ministre François Bayrou est également un partisan de longue date de cette mesure.

### Proportionnelle aux élections municipales
Le président François Mitterrand et le gouvernement de Pierre Mauroy s'engagèrent aussi dans la réforme, désormais passée dans les mœurs, du scrutin ultra-majoritaire des élections municipales. Avant 1981, toutes les listes obtenant au premier ou au second tour 50 % de la totalité plus une voix emportaient la totalité des sièges. À partir de mars 1983, l'introduction législative de l'année précédente d'une dose limitée de proportionnelle permet aux listes minoritaires d'obtenir des sièges.

### Proportionnelle aux élections sénatoriales
En 2012, la Commission sur la rénovation et la déontologie de la vie publique présidée par Lionel Jospin propose l'introduction d'une dose de proportionnelle à l'élection du Sénat. La mesure est adoptée en 2013 pour les circonscriptions élisant trois sénateurs ou plus.

## Cas des petites listes aux européennes
Public Sénat croit savoir que l’appellation petite liste est due au faible poids de ces listes dans les sondages, au faible nombre d'adhérents, et/ou du faible nombre d'élus locaux. A contrario, une liste qui n'est pas petite peut être qualifiée de « grosse ».
Pour les élections européennes françaises des critères existent pour l'accès aux émissions radiotélévisées; les listes qui ne remplissent pas ces critères peuvent également être considérées comme des « petites listes ».

En 1999-2000, Pierre Larrouturou s'est plaint d'une très grande inégalité dans l'accès des « petites listes » aux émissions radiotélévisées.
En 2021, une affaire oppose les petites listes à l’État.
Des petites listes sont régulièrement présentes en France lors des élections européennes où elles disposent d'une vitrine médiatique sans nécessité de parrainage.
En France, en 2019, les petites listes sont si nombreuses que 34 listes ont été présentées pour la seule année de 2019. Les 28 listes qui n'atteignent pas le seuil de 5 % captent 19,78 % des suffrages exprimés. En 2019, Nicolas Dupont-Aignan rassemble 795 508 voix soit 3,51 %.
Les petites listes peuvent cibler les électeurs déçus par les partis politiques dits traditionnels.
En France, la difficulté pour les petites listes est le coût de l'impression de bulletins de votes et des professions de foi, alors qu'à l'étranger où les règles sont différentes, le coût de l'impression est calculé différemment.